# Papstwahl 1099
Die Papstwahl 1099 erfolgte nach dem Tod von Papst Urban II. Die Kardinalbischöfe wählten mit Zustimmung des niederen römischen Klerus Paschalis II. zu seinem Nachfolger.

## Tod von Urban II.
Urban II. starb am 29. Juli 1099 in Rom, zwei Wochen vor dem Sieg der Soldaten des Ersten Kreuzzuges in Jerusalem. Die Nachrichten vom Sieg kamen nach seinem Tod in Rom an. Während dieser Zeit verursachte Gegenpapst Clemens III., welcher vom Kaiser und einem großen Teil des römischen Klerus unterstützt wurde, ein Schisma.

## Wähler
Die Wahl im Jahre 1099 fand wie im Papstwahldekret von 1059 festgelegt statt. Es ist aber bekannt, dass außer den Kardinalbischöfen auch Kardinalpriester und Kardinaldiakone teilnahmen.

### Kardinalbischöfe
An der Wahl nahmen fünf der sechs Kardinalbischöfe und ein Bischof, der den Kardinalbischof von Sabina vertrat teil. Dieses Amt war seit 1094 unbesetzt, da das Gebiet von den Anhängern des Gegenpapstes kontrolliert wurde.
- Walter von Albano (Kardinalbischof seit 1091) – Kardinalbischof von Albano
- Oddo II. (1095) – Kardinalbischof von Ostia[1]
- Milo von Angers (1095) – Kardinalbischof von Palestrina
- Mauritius (1097) – Kardinalbischof von Porto
- Bovo (1099) – Kardinalbischof von Tusculum
- Offo – Kardinal, Bischof von Nepi

### Andere Kardinäle
- Ranierius (1078) – Kardinalpriester von San Clemente, Abt von Sankt Laurentius vor den Mauern
- Benedikt (1080) – Kardinalpriester von Santa Pudenziana
- Albertus, Erzbischof von Siponto (1090) – Kardinalpriester von Santa Sabina
- Teuzo (1090) – Kardinalpriester von Santi Giovanni e Paolo
- Giovanni da Piacenza (1096) – Kardinalpriester
- Benedikt (1098) – Kardinalpriester von Santi Silvestro e Martino ai Monti
- Peter (1098) – Kardinalpriester von San Sisto
- Jean de Bourgogne (1098) – Kardinalpriester von Sant’Anastasia al Palatino
- Giovanni Coniulo (1088) – Kardinaldiakon von Santa Maria in Cosmedin, Staatssekretariat
- Docibilis (1099) – Kardinaldiakon
- Paganus (1099) – Kardinaldiakon von Santa Maria Nuova

Die anwesenden Kardinaldiakone waren die päpstlichen Diakone, welche dem Papst an der Lateranbasilika dienten. Es gab maximal sechs lokale Diakone. Die zwölf Diakone, die die Diakonien Roms betreuten, wurden erst unter Paschalis II. Papstwähler.

## Abwesend
Mindestens ein Kardinalbischof und drei Kardinäle fehlten bei der Wahl.
- Bruno (1079) – Kardinalbischof von Segni

### Kardinalpriester
- Richard von St. Viktor (1078) – Kardinalpriester und Abt von Saint-Victor, Marseille und päpstlicher Legat in Südfrankreich und Spanien, ab 1106 Erzbischof von Narbonne.[3]
- Oderisius de Marsi (Kardinaldiakon 1059, Kardinalpriester 1088) – Kardinalpriester und Abt von Monte Cassino[4]
- Bernardo degli Uberti (1099) – Kardinalpriester von San Crisogono, Abt von Vallombrosa und Generalabt der Vallombrosaner[5]

## Ablauf der Wahl
Am 13. August 1099 wählten die Kardinäle im Beisein des niederen Klerus und Vertretern der Stadtverwaltung von Rom Ranieirus, Kardinalpriester von San Clemente und Abt von Sankt Paul vor den Mauern einstimmig zum Nachfolger von Urban II. Der Gewählte war zuerst gegen seine Wahl und erklärte, dass er als bescheidener Mönch den politischen Problemen, die mit dem Amt des Papstes verbunden seien, nicht gewachsen sei. Später nahm er die Wahl an. Er gab sich den Namen Paschalis II. Am Tag darauf wurde er von Eudes von Chatillon, dem Bischof von Ostia, unter Assistenz der anderen Bischöfe zum Bischof von Rom geweiht.